# Pontoniphargus ruffoi
Pontoniphargus ruffoi is een vlokreeftensoort uit de familie van de Niphargidae. De wetenschappelijke naam van de soort is voor het eerst geldig gepubliceerd in 1996 door Karaman & Sarbu.